# Paralichus trivittus
Paralichus trivittus är en skalbaggsart som först beskrevs av Ernst Friedrich Germar 1824.  Paralichus trivittus ingår i släktet Paralichus och familjen Ptilodactylidae. Inga underarter finns listade i Catalogue of Life.